# 캐릭캐릭 체인지
《캐릭캐릭 체인지》또는 《수호 캐릭터!》(일본어: しゅごキャラ! 슈고 캬라![*])는 PEACH-PIT의 만화 작품 및 그것을 원작으로 하는 TV 애니메이션이다. 대한민국에서의 제목은 <밍크> 측에서 코단샤 쪽과 상의하여 바꾸었다. 대한민국에서는 캐캐체(캐릭캐릭 체인지)라는 비공식적 약칭을 사용한다.

## 개요
《캐릭캐릭 체인지》는 나카요시(코단샤) 2006년 2월호부터 인기리에 연재 중인 PEACH-PIT이 처음으로 다룬 소녀 만화이다. 물론 실은 부활절의 의미로서 모티브를 따온 것으로 만들었다. 나카요시의 간판 작품이 되어서 현재 11권까지 발매 중(대한민국에서는 서울문화사가 권리를 맡고 있다.)이며 2008년 6월말의 단행본 매상 수는 180만 부를 돌파하였다. 또한, 제 32회 코단샤 만화상 아동 부문을 수상하였다.
2007년 10월부터 사테라이트(Satelite)에 의하여 애니메이션이 제작되었고, 현재 서울문화사의 순정 잡지 밍크에서 연재했다.
캐릭캐릭 체인지는 <미소녀 전사 세일러문>과 비슷한 변신 히로인 만화로 혼동할 수 있으나, 어디까지나 '자기다움'에 테마를 두고 있다.
현재 나카요시 2월호에서 통산 800호로 완결이 났지만, 앙코르 요청이 많아 4월호부터 9월호까지 앙코르로 연재했다.

## 서적

### 일본
나카요시 KC(KCN, 통상판)와 프리미엄 KC에서 발매하고 있다. 통상판과 특별판 두 종류가 있지만 당초에는 계속 펴낼 계획이 없었기에 1권에는 초회 한정 특별판이라는 것이 있다.
덧불어 특별판에는 오리지널 커버, 일러스트, 포스트 카드 5매, 반짝반짝 슬립이 있다.
나카요시 KC
수호 캐릭터! (1)-2006년 7월 6일 발매
수호 캐릭터! (2)-2006년 12월 28일 발매
수호 캐릭터! (3)-2007년 3월 20일 발매
수호 캐릭터! (4)-2007년 7월 20일 발매
수호 캐릭터! (5)-2007년 11월 20일 발매
수호 캐릭터! (6)-2008년 3월 19일 발매
수호 캐릭터! (7)-2008년 7월 18일 발매
수호 캐릭터! (8)-2008년 12월 5일 발매
수호 캐릭터! (9)-2009년 6월 5일 발매
수호 캐릭터! (10)-2009년 10월 23일 발매
프리미엄 KC
수호 캐릭터! (1) 특장판-2007년 11월 20일 발매
수호 캐릭터! (1) 초회 한정 특장판-2006년 7월 6일 발매
수호 캐릭터! (2) 특장판-2006년 12월 28일 발매
수호 캐릭터! (3) 특장판-2007년 3월 20일 발매
수호 캐릭터! (4) 특장판-2007년 7월 20일 발매
수호 캐릭터! (5) 특장판-2007년 11월 20일 발매
수호 캐릭터! (6) 특장판-2008년 3월 19일 발매
수호 캐릭터! (7) 특장판-2008년 7월 18일 발매
수호 캐릭터! (8) 특장판-2008년 12월 5일 발매
수호 캐릭터! (8) 한정판-2008년 12월 5일 발매 (책상 달력 부록)
수호 캐릭터! (9) 특장판-2009년 6월 5일 발매
수호 캐릭터! (10) 한정판-2009년 10월 23일 발매

### 한국
번역-오경화
표지는 일본의 특장판과 비슷하나 날개로 붙여져있다. 표지는 가운데가 둥그렇게 뚫려 있으며, 안 쪽의 표지가 둥그런 부분을 통해서 밖에 보이는 형식. 좌우 반전되어 제본되었다.
밍크 코믹스
캐릭캐릭 체인지 (1)-2006년 10월 18일 발매
캐릭캐릭 체인지 (2)-2007년 2월 28일 발매
캐릭캐릭 체인지 (3)-2007년 6월 29일 발매
캐릭캐릭 체인지 (4)-2007년 11월 21일 발매
캐릭캐릭 체인지 (5)-2008년 3월 27일 발매
캐릭캐릭 체인지 (6)-2008년 7월 28일 발매
캐릭캐릭 체인지 (7)-2008년 11월 26일 발매
캐릭캐릭 체인지 (8)-2009년 3월 27일 발매
캐릭캐릭 체인지 (9)-2009년 8월 31일 발매
캐릭캐릭 체인지 (10)-2010년 1월 30일 발매
캐릭캐릭 체인지 (11)-2010년 6월 30일 발매
캐릭캐릭 체인지 (12)-2011년 2월 1일 발매-12권은 <수호 캐릭터! 앙코르!>의 내용만을 담고 있다.

## 관련 서적과 상품
- 2008년 수호 캐릭터! 캘린더-2007년 발매(일본)
- 2009년 수호 캐릭터! 캘린더-2008년 발매(일본)
- 수호 캐릭터! ILLUSTRATIONS-2009년 2월 발매(일본)
- 2010년 수호 캐릭터! 캘린더-(일본)

## 게임

### 수호 캐릭터! 세 개의 알과 사랑하는 조커
2008년 3월 13일 발매.
연애 시뮬레이션 게임과 비슷하다. 1기 초반부 스토리를 기본적으로 다루고 있다. 공략 가능한 상대는 이쿠토, 타다세, 쿠카이, 유우, 나기히코.
- 장르: 아무의 마음 내키는대로 어드벤처
- 대응 기종: 닌텐도DS

### 수호 캐릭터! 아무의 무지개빛 캐릭터 체인지
2008년 11월 6일 발매.
기본적으로 27화 이후의 스토리를 다루고 있다.
여러 수호 캐릭터들과 캐릭터 체인지를 할 수 있게 된다. 외에 '베스트 프렌즈 콘테스트' 같은 것도 있으며 전 시리즈가 연애 계열이였다면 이 시리즈는 우정 계열, 혹은 미키의 능력 계열의 미니 게임이 많다.
- 장르: 캐릭터 체인지 어드벤처
- 대응 기종: 닌텐도DS
- 주제가: 무지개빛 캐릭터 체인지!, 최강 LOVE POWER

### 수호 캐릭터! 노리노리 캐릭터 변신 리듬(charanarizumu=charanari+rizumu)
2009년 8월 6일 발매.
수호 캐릭터! 85화 이후의 스토리를 다루고 있다.
애니메이션과는 달리 오리지널 스토리를 다루고 있으며 유아의 캐릭터화인 원더풀 싱어는 게임 상에만 존재한다. 이 시리즈는 리듬 계열의 미니 게임이 많다.
- 장르: 리듬 어드벤처
- 대응 기종: 닌텐도DS

## 파생 작품
- 4컷 만화 수호캐릭터짱!(작화: 나프탈렌 미즈시마)

나카요시 연재.
- 4컷만화 수호캐릭터짱! 키즈☆(작화: 키노민)

Yahoo! 키즈(일본) 봄 방학 특집 2008 연재.
Yahoo! 키즈(일본) 크리스마스 특집 연재.